# Чемпионат мира по футболу 2002
Чемпионат мира по футболу 2002  (кор. 2002 FIFA 월드컵 한국/일본; яп. 2002 FIFAワールドカップ 韓国/日本) — 17-й чемпионат мира по футболу ФИФА, финальная стадия которого прошла в Южной Корее и Японии с 31 мая по 30 июня 2002 года.
Впервые соревнование такого масштаба проходило в Азии и впервые одновременно в двух странах. Решение о выборе места проведения чемпионата мира было принято Международной федерацией футбола (ФИФА) в Цюрихе в мае 1996 года (предварительно, и в ноябре того же года — окончательно). Изначально на право проведения турнира претендовали всего две страны — Южная Корея и Япония, по отдельности. Но 31 мая 1996 года, чтобы не накалять и без того напряжённые отношения между двумя странами, конгресс ФИФА принял поистине соломоново решение, объединив заявки, хотя были и противники такого выбора, в частности, тогдашний президент ФИФА Жоао Авеланж. Несмотря на качественную организацию чемпионата мира 2002, в дальнейшем ФИФА заявляла, что не намерена практиковать совместное проведение турниров под своей эгидой. Тем не менее, в 2018 году на конгрессе ФИФА было решено провести чемпионат мира 2026 в трёх странах: США, Канаде и Мексике.
Официальный мяч турнира — Adidas Fevernova.

## Выборы хозяев

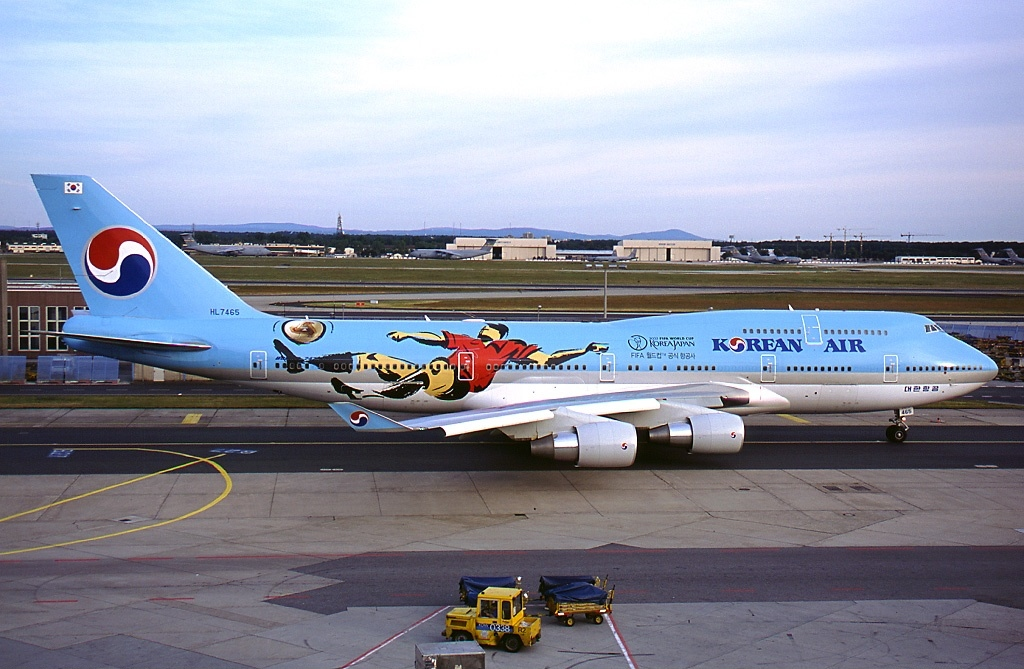
Самолёт Boeing 747 компании Korean Air с рекламой чемпионата мира по футболу 2002 года

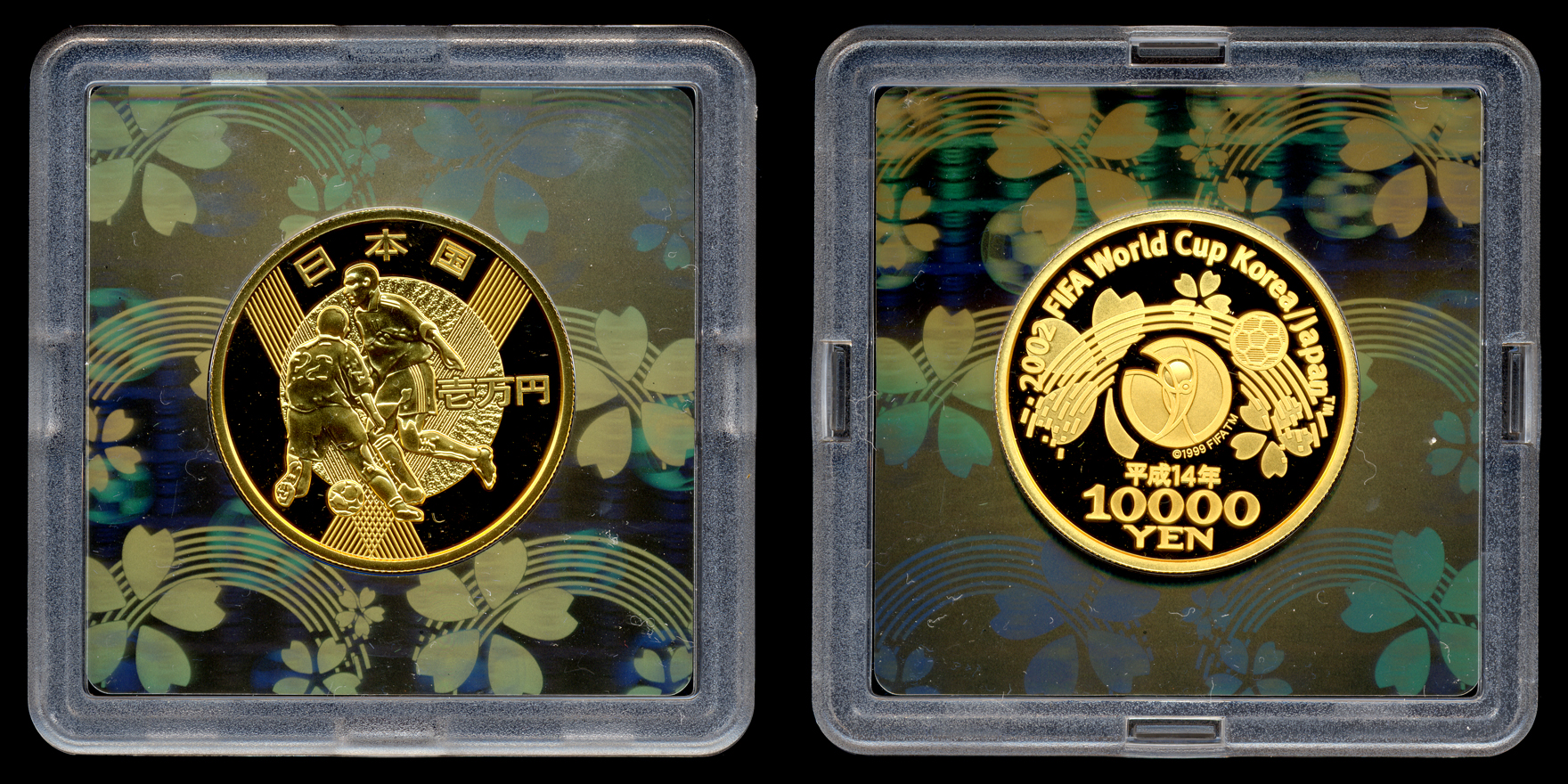
Японская монета достоинством в 10 тысяч йен, выпущенная специально к чемпионату мира

Номинально три страны подали отдельные заявки на проведение чемпионата мира: Южная Корея, Япония и Мексика. Подача Южной Кореей заявки была своеобразным вызовом Японии, с которой у корейцев было политическое и спортивное соперничество в те годы. Основная борьба развернулась между корейцами и японцами, вследствие чего даже исполком ФИФА раскололся на сторонников проведения чемпионата мира в той или иной стране. Обе страны провели крупномасштабную пиар-кампанию во всём мире, вынудив включиться в неё и президента Азиатской футбольной конфедерации султана Ахмад Шаха.
Президент ФИФА Жоао Авеланж был сторонником проведения чемпионата мира в Японии, в то время как президент УЕФА Леннарт Юханссон считал иначе и вместе с рядом чиновников АФК и руководством УЕФА добивался проведения турнира сразу в двух странах. Укрепить позиции корейцев смог президент Южнокорейской ассоциации футбола Чон Монджун, сын основателя Hyundai Group Чон Чжу Ёна: Чон-младший добился выделения крупных средств на строительство и модернизацию всей спортивной инфраструктуры. Вячеслав Колосков, занимавший пост вице-президента ФИФА, убедил японцев объединить заявку с Кореей, сказав президенту Федерации футбола Японии: «Вы можете проиграть, и чемпионат переедет в Сеул. А согласившись, будете хозяевами очень интересных игр, в том числе и финальной». Обе страны договорились об объединении усилий, и 31 мая 1996 года право на проведение чемпионата мира присудили сразу двум странам: помимо первого в истории проведения чемпионата мира в нескольких странах (до выбора хозяев ЧМ-2026) этот турнир стал первым, проведённым в Азии (второе подобное право досталось Катару, получившему право на проведение чемпионата мира 2022 года). Генеральный секретарь оргкомитета заявки Южной Кореи Сон Юн Шик предлагал даже провести ряд игр в КНДР, чтобы ускорить процесс объединения двух республик, но эта инициатива не была поддержана.
На момент выбора хозяев чемпионата мира 2002 года Япония ещё не квалифицировалась в финальную часть, выйдя позже в финальный розыгрыш ЧМ-1998. Из других стран, завоевавших право на проведение чемпионата мира и при этом не участвовавших до этого в розыгрышах в финальном этапе, выделяются только Уругвай как хозяин первого чемпионата мира в 1930 году и чемпион Олимпиады-1928; Италия, проводившая турнир в 1934 году, и Катар, ставший хозяином чемпионата мира 2022 года. Проведение турнира в Азии изменило распорядок дня футбольных фанатов Европы: они смотрели матчи утром или днём, вследствие чего школы и предприятия открывались позже обычного в дни проведения матчей либо же совмещали работу с просмотром матча.

## Участники
Подробнее об отборочных играх на чемпионат мира 2002 года см. Чемпионат мира по футболу 2002 года (отборочный турнир).
Всего в турнире участвовали 32 сборные, квалифицировавшиеся из 198 команд, принимавших участие в отборочных играх своих континентов. Автоматически получили место на турнире сборные Японии и Республики Корея как страны-хозяйки чемпионата и Франция в качестве победителя предыдущего первенства 1998 года. Этот чемпионат стал последним, куда автоматически квалифицировался действовавший чемпион мира.
Впервые попали на чемпионат мира команды Словении, Китая, Сенегала и Эквадора.
Представители Австралии и Океании не пробились на турнир.
Подробнее о составах команд, см. Чемпионат мира по футболу 2002 (составы).
| УЕФА (Европа, 15 команд) - Англия - Бельгия - Германия - Дания - Ирландия - Испания - Италия - Польша - Португалия - Россия - Словения - Турция - Франция - Хорватия - Швеция АФК (Азия, 4 команды) - Китай - Саудовская Аравия - Республика Корея - Япония | КАФ (Африка, 5 команд) - Камерун - Нигерия - Сенегал - Тунис - ЮАР КОНКАКАФ (Северная и Центральная Америка, 3 команды) - Коста-Рика - Мексика - США КОНМЕБОЛ (Южная Америка, 5 команд) - Аргентина - Бразилия - Парагвай - Уругвай - Эквадор |

## Города и стадионы
Впервые чемпионат мира по футболу принимали сразу две страны (пока это единственный случай в истории чемпионатов мира). Первенство проводилось на 20 стадионах Японии и Республики Корея, большинство из которых были построены специально к чемпионату мира. Матч открытия состоялся в столице Южной Кореи Сеуле, финал — в Японии, в пригороде Токио Иокогаме. Планировалось также предоставить Северной Корее провести два матча чемпионата, но северокорейские власти никак не отреагировали на это предложение ФИФА.
Ни один из стадионов не принимал более 4 матчей.
| Республика Корея                                                                           | Республика Корея                                                                           | Республика Корея                                                                           | Республика Корея                                                                       | Республика Корея                                                                       | Республика Корея                                                                       |
| Тэгу                                                                                       | Сеул                                                                                       | Пусан                                                                                      | Пусан                                                                                  | Инчхон                                                                                 | Ульсан                                                                                 |
| ------------------------------------------------------------------------------------------ | ------------------------------------------------------------------------------------------ | ------------------------------------------------------------------------------------------ | -------------------------------------------------------------------------------------- | -------------------------------------------------------------------------------------- | -------------------------------------------------------------------------------------- |
| Тэгу Уорлд Кап Стэдиум                                                                     | Сеул Уорлд Кап Стэдиум                                                                     | Стадион Азиады                                                                             | Стадион Азиады                                                                         | Инчхон Уорлд Кап Стэдиум                                                               | Ульсан Мунсу                                                                           |
| Вместимость: 68 014                                                                        | Вместимость: 63 961                                                                        | Вместимость: 55 982                                                                        | Вместимость: 55 982                                                                    | Вместимость: 52 179                                                                    | Вместимость: 43 550                                                                    |
|                                                                                            |                                                                                            |                                                                                            |                                                                                        |                                                                                        |                                                                                        |
| Сувон                                                                                      | Кванджу                                                                                    | Чонджу                                                                                     | Чонджу                                                                                 | Согвипхо                                                                               | Тэджон                                                                                 |
| Сувон Уорлд Кап Стэдиум                                                                    | Кванджу Уорлд Кап Стэдиум                                                                  | Чонджу Уорлд Кап Стэдиум                                                                   | Чонджу Уорлд Кап Стэдиум                                                               | Чеджу Уорлд Кап Стэдиум                                                                | Тэджон Уорлд Кап Стэдиум                                                               |
| Вместимость: 43 188                                                                        | Вместимость: 42 880                                                                        | Вместимость: 42 391                                                                        | Вместимость: 42 391                                                                    | Вместимость: 42 256                                                                    | Вместимость: 40 407                                                                    |
|                                                                                            |                                                                                            |                                                                                            |                                                                                        |                                                                                        |                                                                                        |
| Республика Корея Пусан Тэгу Тэджон Кванджу Инчхон Чонджу Согвипхо Сеул Сувон Ульсан Япония | Республика Корея Пусан Тэгу Тэджон Кванджу Инчхон Чонджу Согвипхо Сеул Сувон Ульсан Япония | Республика Корея Пусан Тэгу Тэджон Кванджу Инчхон Чонджу Согвипхо Сеул Сувон Ульсан Япония | Япония Касима Кобе Мияги Ниигата Оита Осака Сайтама Саппоро Сидзуока Иокогама Р. Корея | Япония Касима Кобе Мияги Ниигата Оита Осака Сайтама Саппоро Сидзуока Иокогама Р. Корея | Япония Касима Кобе Мияги Ниигата Оита Осака Сайтама Саппоро Сидзуока Иокогама Р. Корея |
| Япония                                                                                     |                                                                                            |                                                                                            |                                                                                        |                                                                                        |                                                                                        |
| Иокогама                                                                                   | Сайтама                                                                                    | Сидзуока                                                                                   | Сидзуока                                                                               | Осака                                                                                  | Мияги                                                                                  |
| Международный стадион                                                                      | Сайтама 2002                                                                               | Экопа                                                                                      | Экопа                                                                                  | Нагаи                                                                                  | Мияги                                                                                  |
| Вместимость: 72 327                                                                        | Вместимость: 63 000                                                                        | Вместимость: 50 600                                                                        | Вместимость: 50 600                                                                    | Вместимость: 50 000                                                                    | Вместимость: 49 000                                                                    |
|                                                                                            |                                                                                            |                                                                                            |                                                                                        |                                                                                        |                                                                                        |
| Оита                                                                                       | Ниигата                                                                                    | Касима                                                                                     | Касима                                                                                 | Кобе                                                                                   | Саппоро                                                                                |
| Оита                                                                                       | Ниигата                                                                                    | Касима                                                                                     | Касима                                                                                 | Кобе Уинг                                                                              | Саппоро Доум                                                                           |
| Вместимость: 43 000                                                                        | Вместимость: 42 300                                                                        | Вместимость: 42 000                                                                        | Вместимость: 42 000                                                                    | Вместимость: 42 000                                                                    | Вместимость: 42 000                                                                    |
|                                                                                            |                                                                                            |                                                                                            |                                                                                        |                                                                                        |                                                                                        |

## Судьи
Список судей, утверждённый ФИФА для обслуживания матчей чемпионата мира:
| АФК Лу Цзюнь (Китай) Саад Мане (Кувейт) Али Буджсаим (ОАЭ) Ким Ён Джу (Республика Корея) Тору Камикава (Япония) КАФ Коффи Коджия (Бенин) Гамаль Аль-Гандур (Египет) Мохамед Геззаз (Марокко) Фалла Ндой (Сенегал) Мурад Даами (Тунис) ОФК Марк Шилд (Австралия) | КОНКАКАФ Карлос Батрес (Гватемала) Уильям Маттус (Коста-Рика) Фелипе Рамос (Мексика) Брайан Холл (США) Питер Прендергаст (Ямайка) КОНМЕБОЛ Анхель Санчес (Аргентина) Рене Ортубе (Боливия) Карлос Симон (Бразилия) Оскар Руис (Колумбия) Убальдо Акино (Парагвай) Байрон Морено (Эквадор) | УЕФА Грэм Полл (Англия) Маркус Мерк (Германия) Кирос Вассарас (Греция) Ким Милтон Нильсен (Дания) Антонио Лопес Ньето (Испания) Пьерлуиджи Коллина (Италия) Ян Вегереф (Нидерланды) Терье Хауге (Норвегия) Витор Мелу Перейра (Португалия) Любош Михель (Словакия) Жиль Вессьер (Франция) Урс Майер (Швейцария) Андерс Фриск (Швеция) Хью Даллас (Шотландия) |

## Турнир
Регламент турнира по сравнению с предыдущим первенством мира не претерпел изменений. 32 сборные были распределены на 8 подгрупп, по 4 в каждой. Команды одной подгруппы играли друг с другом в один круг, и по результатам этих игр определялись 2 лучшие команды, которые выходили в 1/8 финала. Далее чемпионат проводился по кубковой системе.
Впервые в истории победитель прошлого первенства (сборная Франции) не смог пробиться в 1/8 и во второй раз не смог пройти первый этап (первой была Бразилия в 1966 году), также впервые это произошло с последнего места в своей группе; сборная Франции к тому же не смогла забить ни одного мяча.

### Жеребьёвка
Жеребьёвка финального турнира состоялась 1 декабря 2001 года в Пусане. 28 ноября ФИФА обнародовала корзины и принципы жеребьёвки.
| Корзина 1                                                                                  | Корзина 2 | Корзина 3                                                  | Корзина 4                                                                |
| ------------------------------------------------------------------------------------------ | --- | ---------------------------------------------------------- | ------------------------------------------------------------------------ |
| Организаторы & Чемпион & топ-5 рейтинга                                                    | Европа | Южная Америка & Азия                                       | Африка & Северная Америка                                                |
| - Франция - Япония - Республика Корея - Аргентина - Бразилия - Италия - Испания - Германия | - Англия - Бельгия - Дания - Ирландия - Польша - Португалия - Россия - Словения - Турция - Хорватия - Швеция | - Парагвай - Уругвай - Эквадор - Китай - Саудовская Аравия | - Камерун - Нигерия - Сенегал - Тунис - ЮАР - Коста-Рика - Мексика - США |

Помимо невозможности определённого количества географических пересечений (не более двух европейских команд в одной группе, для остальных конфедераций — не более одной команды), заранее было известно, что группу А возглавит Франция, группу D — Корея, а группу Н — Япония. Кроме того, «по экономическим и географическим причинам» Китаю предоставлено право играть на корейских стадионах (в группе А, В, С или D). Особенностью распределения команд по корзинам стало «переполнение» второй корзины до 11 команд, представляющих Европу и не попавших в число сеяных — три «лишние» сборные, не вытащенные в процессе жеребьёвки второй корзины, отправлялись в третью корзину.
В связи с прокладыванием дорожки для хозяев турнира (вплоть до возможного финала) в виде игр в своей стране сетка плей-офф оказалась составлена таким образом (матчи из одной её половины игрались в Корее, а из другой — в Японии), что команды, вышедшие из одной группы, ни коим образом не могли встретиться в финале (а непременно, в случае побед на предыдущих стадиях, встретились бы в полуфинале, что и произошло в данном турнире со сборными Бразилии и Турции) в противовес классической схеме сетки (с числом изначальных участников на первом (групповом) этапе, равным степени двойки), при которой состав финальной пары непредсказуем, не ограничиваясь никакими факторами до начала турнира.

## Групповой этап

### Группа A
| Поз | Команда | И | В | Н | П | МЗ | МП | РМ | О | Квалификация     |
| --- | ------- | - | - | - | - | -- | -- | -- | - | ---------------- |
| 1   | Дания   | 3 | 2 | 1 | 0 | 5  | 2  | +3 | 7 | Выход в плей-офф |
| 2   | Сенегал | 3 | 1 | 2 | 0 | 5  | 4  | +1 | 5 | Выход в плей-офф |
| 3   | Уругвай | 3 | 0 | 2 | 1 | 4  | 5  | −1 | 2 |                  |
| 4   | Франция | 3 | 0 | 1 | 2 | 0  | 3  | −3 | 1 |                  |

| Франция | 0:1     | Сенегал  |
| ------- | ------- | -------- |
|         | (отчёт) | Диоп 30′ |

| Уругвай      | 1:2     | Дания            |
| ------------ | ------- | ---------------- |
| Родригес 47′ | (отчёт) | Томассон 45′ 83′ |

| Дания               | 1:1     | Сенегал  |
| ------------------- | ------- | -------- |
| Томассон 16′ (пен.) | (отчёт) | Диао 52′ |

| Франция | 0:0     | Уругвай |
| ------- | ------- | ------- |
|         | (отчёт) |         |

| Дания                          | 2:0     | Франция |
| ------------------------------ | ------- | ------- |
| - Роммедаль 22′ - Томассон 67′ | (отчёт) |         |

| Сенегал                                 | 3:3     | Уругвай                                        |
| --------------------------------------- | ------- | ---------------------------------------------- |
| - Фадига 20′ (пен.) - Буба Диоп 26′ 38′ | (отчёт) | - Моралес 45′ - Форлан 69′ - Рекоба 88′ (пен.) |

### Группа B
| Поз | Команда  | И | В | Н | П | МЗ | МП | РМ | О | Квалификация     |
| --- | -------- | - | - | - | - | -- | -- | -- | - | ---------------- |
| 1   | Испания  | 3 | 3 | 0 | 0 | 9  | 4  | +5 | 9 | Выход в плей-офф |
| 2   | Парагвай | 3 | 1 | 1 | 1 | 6  | 6  | 0  | 4 | Выход в плей-офф |
| 3   | ЮАР      | 3 | 1 | 1 | 1 | 5  | 5  | 0  | 4 |                  |
| 4   | Словения | 3 | 0 | 0 | 3 | 2  | 7  | −5 | 0 |                  |

| Парагвай                    | 2:2     | ЮАР                                 |
| --------------------------- | ------- | ----------------------------------- |
| - Санта Крус 39′ - Арсе 55′ | (отчёт) | - Мокоэна 63′ - Форчун 90+1′ (пен.) |

| Испания                                      | 3:1     | Словения      |
| -------------------------------------------- | ------- | ------------- |
| - Рауль 44′ - Валерон 74′ - Йерро 87′ (пен.) | (отчёт) | Цимиротич 82′ |

| Испания                                | 3:1     | Парагвай          |
| -------------------------------------- | ------- | ----------------- |
| - Морьентес 53′ 69′ - Йерро 83′ (пен.) | (отчёт) | Пуйоль 10′ (авт.) |

| ЮАР        | 1:0     | Словения |
| ---------- | ------- | -------- |
| Номвете 4′ | (отчёт) |          |

| ЮАР                         | 2:3     | Испания                         |
| --------------------------- | ------- | ------------------------------- |
| - Маккарти 31′ - Радебе 53′ | (отчёт) | - Рауль 4′ 56′ - Мендьета 45+1′ |

| Словения       | 1:3     | Парагвай                      |
| -------------- | ------- | ----------------------------- |
| Ачимович 45+1′ | (отчёт) | - Куэвас 65′ 84′ - Кампос 73′ |

### Группа C
| Поз | Команда    | И | В | Н | П | МЗ | МП | РМ | О | Квалификация     |
| --- | ---------- | - | - | - | - | -- | -- | -- | - | ---------------- |
| 1   | Бразилия   | 3 | 3 | 0 | 0 | 11 | 3  | +8 | 9 | Выход в плей-офф |
| 2   | Турция     | 3 | 1 | 1 | 1 | 5  | 3  | +2 | 4 | Выход в плей-офф |
| 3   | Коста-Рика | 3 | 1 | 1 | 1 | 5  | 6  | −1 | 4 |                  |
| 4   | Китай      | 3 | 0 | 0 | 3 | 0  | 9  | −9 | 0 |                  |

| Бразилия                           | 2:1     | Турция          |
| ---------------------------------- | ------- | --------------- |
| - Роналдо 50′ - Ривалдо 87′ (пен.) | (отчёт) | Хасан Шаш 45+2′ |

| Китай | 0:2     | Коста-Рика             |
| ----- | ------- | ---------------------- |
|       | (отчёт) | - Гомес 61′ - Райт 65′ |

| Бразилия                                                                 | 4:0     | Китай |
| ------------------------------------------------------------------------ | ------- | ----- |
| - Роберто Карлос 15′ - Ривалдо 32′ - Роналдиньо 45′ (пен.) - Роналдо 55′ | (отчёт) |       |

| Коста-Рика | 1:1     | Турция        |
| ---------- | ------- | ------------- |
| Паркс 86′  | (отчёт) | Белёзоглу 56′ |

| Коста-Рика                | 2:5     | Бразилия                                                    |
| ------------------------- | ------- | ----------------------------------------------------------- |
| - Ванчопе 39′ - Гомес 56′ | (отчёт) | - Роналдо 10′ 13′ - Эдмилсон 38′ - Ривалдо 62′ - Жуниор 64′ |

| Турция                                   | 3:0     | Китай |
| ---------------------------------------- | ------- | ----- |
| - Хасан Шаш 6′ - Коркмаз 9′ - Давала 85′ | (отчёт) |       |

### Группа D
| Поз | Команда              | И | В | Н | П | МЗ | МП | РМ | О | Квалификация     |
| --- | -------------------- | - | - | - | - | -- | -- | -- | - | ---------------- |
| 1   | Республика Корея (Х) | 3 | 2 | 1 | 0 | 4  | 1  | +3 | 7 | Выход в плей-офф |
| 2   | США                  | 3 | 1 | 1 | 1 | 5  | 6  | −1 | 4 | Выход в плей-офф |
| 3   | Португалия           | 3 | 1 | 0 | 2 | 6  | 4  | +2 | 3 |                  |
| 4   | Польша               | 3 | 1 | 0 | 2 | 3  | 7  | −4 | 3 |                  |

| Республика Корея                     | 2:0     | Польша |
| ------------------------------------ | ------- | ------ |
| - Хван Сон Хон 26′ - Ю Сан Чхоль 53′ | (отчёт) |        |

| США                                                | 3:2     | Португалия                    |
| -------------------------------------------------- | ------- | ----------------------------- |
| - О’Брайен 4′ - Ж. Кошта 29′ (авт.) - Макбрайд 36′ | (отчёт) | - Бету 39′ - Эйгус 71′ (авт.) |

| Республика Корея | 1:1     | США       |
| ---------------- | ------- | --------- |
| Ан Джон Хван 78′ | (отчёт) | Мэтис 24′ |

| Португалия                            | 4:0     | Польша |
| ------------------------------------- | ------- | ------ |
| - Паулета 14′ 65′ 77′ - Руй Кошта 88′ | (отчёт) |        |

| Португалия | 0:1     | Республика Корея |
| ---------- | ------- | ---------------- |
|            | (отчёт) | Пак Чи Сон 70′   |

| Польша                                        | 3:1     | США         |
| --------------------------------------------- | ------- | ----------- |
| - Олисадебе 3′ - Крышалович 5′ - Жевлаков 66′ | (отчёт) | Донован 83′ |

### Группа E
| Поз | Команда           | И | В | Н | П | МЗ | МП | РМ  | О | Квалификация     |
| --- | ----------------- | - | - | - | - | -- | -- | --- | - | ---------------- |
| 1   | Германия          | 3 | 2 | 1 | 0 | 11 | 1  | +10 | 7 | Выход в плей-офф |
| 2   | Ирландия          | 3 | 1 | 2 | 0 | 5  | 2  | +3  | 5 | Выход в плей-офф |
| 3   | Камерун           | 3 | 1 | 1 | 1 | 2  | 3  | −1  | 4 |                  |
| 4   | Саудовская Аравия | 3 | 0 | 0 | 3 | 0  | 12 | −12 | 0 |                  |

| Ирландия    | 1:1     | Камерун   |
| ----------- | ------- | --------- |
| Холланд 52′ | (отчёт) | Мбома 39′ |

| Германия                                                                                 | 8:0     | Саудовская Аравия |
| ---------------------------------------------------------------------------------------- | ------- | ----------------- |
| - Клозе 20′ 25′ 70′ - Баллак 40′ - Янкер 45+1′ - Линке 73′ - Бирхофф 84′ - Шнайдер 90+1′ | (отчёт) |                   |

| Германия  | 1:1     | Ирландия  |
| --------- | ------- | --------- |
| Клозе 19′ | (отчёт) | Кин 90+2′ |

| Камерун   | 1:0     | Саудовская Аравия |
| --------- | ------- | ----------------- |
| Это’о 66′ | (отчёт) |                   |

| Камерун | 0:2     | Германия               |
| ------- | ------- | ---------------------- |
|         | (отчёт) | - Боде 50′ - Клозе 79′ |

| Саудовская Аравия | 0:3     | Ирландия                       |
| ----------------- | ------- | ------------------------------ |
|                   | (отчёт) | - Кин 7′ - Брин 61′ - Дафф 87′ |

### Группа F
| Поз | Команда   | И | В | Н | П | МЗ | МП | РМ | О | Квалификация     |
| --- | --------- | - | - | - | - | -- | -- | -- | - | ---------------- |
| 1   | Швеция    | 3 | 1 | 2 | 0 | 4  | 3  | +1 | 5 | Выход в плей-офф |
| 2   | Англия    | 3 | 1 | 2 | 0 | 2  | 1  | +1 | 5 | Выход в плей-офф |
| 3   | Аргентина | 3 | 1 | 1 | 1 | 2  | 2  | 0  | 4 |                  |
| 4   | Нигерия   | 3 | 0 | 1 | 2 | 1  | 3  | −2 | 1 |                  |

| Аргентина     | 1:0     | Нигерия |
| ------------- | ------- | ------- |
| Батистута 63′ | (отчёт) |         |

| Англия       | 1:1     | Швеция             |
| ------------ | ------- | ------------------ |
| Кэмпбелл 24′ | (отчёт) | Александерссон 59′ |

| Швеция                 | 2:1     | Нигерия     |
| ---------------------- | ------- | ----------- |
| Ларссон 35′ 63′ (пен.) | (отчёт) | Агахова 27′ |

| Аргентина | 0:1     | Англия            |
| --------- | ------- | ----------------- |
|           | (отчёт) | Бекхэм 44′ (пен.) |

| Швеция       | 1:1     | Аргентина  |
| ------------ | ------- | ---------- |
| Свенссон 59′ | (отчёт) | Креспо 88′ |

| Нигерия | 0:0     | Англия |
| ------- | ------- | ------ |
|         | (отчёт) |        |

### Группа G
| Поз | Команда  | И | В | Н | П | МЗ | МП | РМ | О | Квалификация     |
| --- | -------- | - | - | - | - | -- | -- | -- | - | ---------------- |
| 1   | Мексика  | 3 | 2 | 1 | 0 | 4  | 2  | +2 | 7 | Выход в плей-офф |
| 2   | Италия   | 3 | 1 | 1 | 1 | 4  | 3  | +1 | 4 | Выход в плей-офф |
| 3   | Хорватия | 3 | 1 | 0 | 2 | 2  | 3  | −1 | 3 |                  |
| 4   | Эквадор  | 3 | 1 | 0 | 2 | 2  | 4  | −2 | 3 |                  |

| Хорватия | 0:1     | Мексика           |
| -------- | ------- | ----------------- |
|          | (отчёт) | Бланко 60′ (пен.) |

| Италия       | 2:0     | Эквадор |
| ------------ | ------- | ------- |
| Вьери 7′ 27′ | (отчёт) |         |

| Италия    | 1:2     | Хорватия                |
| --------- | ------- | ----------------------- |
| Вьери 55′ | (отчёт) | - Олич 73′ - Рапаич 76′ |

| Мексика                      | 2:1     | Эквадор     |
| ---------------------------- | ------- | ----------- |
| - Борхетти 28′ - Торрадо 57′ | (отчёт) | Дельгадо 5′ |

| Мексика      | 1:1     | Италия         |
| ------------ | ------- | -------------- |
| Борхетти 34′ | (отчёт) | дель Пьеро 85′ |

| Эквадор    | 1:0     | Хорватия |
| ---------- | ------- | -------- |
| Мендес 48′ | (отчёт) |          |

### Группа H
| Поз | Команда    | И | В | Н | П | МЗ | МП | РМ | О | Квалификация     |
| --- | ---------- | - | - | - | - | -- | -- | -- | - | ---------------- |
| 1   | Япония (Х) | 3 | 2 | 1 | 0 | 5  | 2  | +3 | 7 | Выход в плей-офф |
| 2   | Бельгия    | 3 | 1 | 2 | 0 | 6  | 5  | +1 | 5 | Выход в плей-офф |
| 3   | Россия     | 3 | 1 | 0 | 2 | 4  | 4  | 0  | 3 |                  |
| 4   | Тунис      | 3 | 0 | 1 | 2 | 1  | 5  | −4 | 1 |                  |

| Япония                      | 2:2     | Бельгия                             |
| --------------------------- | ------- | ----------------------------------- |
| - Судзуки 59′ - Инамото 67′ | (отчёт) | - Вильмотс 57′ - Ван дер Хейден 75′ |

| Россия                          | 2:0     | Тунис |
| ------------------------------- | ------- | ----- |
| - Титов 59′ - Карпин 64′ (пен.) | (отчёт) |       |

| Япония      | 1:0     | Россия |
| ----------- | ------- | ------ |
| Инамото 51′ | (отчёт) |        |

| Тунис       | 1:1     | Бельгия      |
| ----------- | ------- | ------------ |
| Бузайен 17′ | (отчёт) | Вильмотс 13′ |

| Тунис | 0:2     | Япония                      |
| ----- | ------- | --------------------------- |
|       | (отчёт) | - Морисима 48′ - Наката 75′ |

| Бельгия                              | 3:2     | Россия                       |
| ------------------------------------ | ------- | ---------------------------- |
| - Валем 7′ - Сонк 78′ - Вильмотс 82′ | (отчёт) | - Бесчастных 52′ - Сычёв 88′ |

## Плей-офф

### Сетка турнира
|  | 1/8 финала         | 1/8 финала            |                    |       | Четвертьфиналы       | Четвертьфиналы       |                |                | Полуфиналы | Полуфиналы |  |  | Финал | Финал |
|  |                    |                       |                    |       |                      |                      |                |                |            |            |  |  |       |       |
|  | 15 июня — Согвипхо |                       |                    |       |                      |                      |                |                |            |            |  |  |       |       |
|  |                    |                       |                    |       |                      |                      |                |                |            |            |  |  |       |       |
|  | Германия           | 1                     |                    |       |                      |                      |                |                |            |            |  |  |       |       |
|  | Германия           | 1                     | 21 июня — Ульсан   |       |                      |                      |                |                |            |            |  |  |       |       |
|  | Парагвай           | 0                     |                    |       |                      |                      |                |                |            |            |  |  |       |       |
|  | Парагвай           | 0                     | Германия           | 1     |                      |                      |                |                |            |            |  |  |       |       |
|  | 17 июня — Чонджу   |                       | Германия           | 1     |                      |                      |                |                |            |            |  |  |       |       |
|  |                    | США                   | 0                  |       |                      |                      |                |                |            |            |  |  |       |       |
|  | Мексика            | США                   | 0                  | 0     |                      |                      |                |                |            |            |  |  |       |       |
|  | Мексика            |                       | 25 июня — Сеул     | 0     |                      |                      |                |                |            |            |  |  |       |       |
|  | США                | 2                     |                    |       |                      |                      |                |                |            |            |  |  |       |       |
|  | США                | 2                     | Германия           | 1     |                      |                      |                |                |            |            |  |  |       |       |
|  | 16 июня — Сувон    |                       | Германия           | 1     |                      |                      |                |                |            |            |  |  |       |       |
|  |                    | Республика Корея      | 0                  |       |                      |                      |                |                |            |            |  |  |       |       |
|  | Испания (п.)       | Республика Корея      | 0                  | 1 (3) |                      |                      |                |                |            |            |  |  |       |       |
|  | Испания (п.)       | 22 июня — Кванджу     |                    | 1 (3) |                      |                      |                |                |            |            |  |  |       |       |
|  | Ирландия           | 1 (2)                 |                    |       |                      |                      |                |                |            |            |  |  |       |       |
|  | Ирландия           | 1 (2)                 | Испания            | 0 (3) |                      |                      |                |                |            |            |  |  |       |       |
|  | 18 июня — Тэджон   |                       | Испания            | 0 (3) |                      |                      |                |                |            |            |  |  |       |       |
|  |                    | Республика Корея (п.) | 0 (5)              |       |                      |                      |                |                |            |            |  |  |       |       |
|  | Республика Корея   | Республика Корея (п.) | 0 (5)              | 2     |                      |                      |                |                |            |            |  |  |       |       |
|  | Республика Корея   |                       | 30 июня — Иокогама | 2     |                      |                      |                |                |            |            |  |  |       |       |
|  | Италия             | 1                     |                    |       |                      |                      |                |                |            |            |  |  |       |       |
|  | Италия             | 1                     | Германия           | 0     |                      |                      |                |                |            |            |  |  |       |       |
|  | 15 июня — Ниигата  |                       | Германия           | 0     |                      |                      |                |                |            |            |  |  |       |       |
|  |                    | Бразилия              | 2                  |       |                      |                      |                |                |            |            |  |  |       |       |
|  | Дания              | Бразилия              | 2                  | 0     |                      |                      |                |                |            |            |  |  |       |       |
|  | Дания              | 21 июня — Фукурои     |                    | 0     |                      |                      |                |                |            |            |  |  |       |       |
|  | Англия             | 3                     |                    |       |                      |                      |                |                |            |            |  |  |       |       |
|  | Англия             | 3                     | Англия             | 1     |                      |                      |                |                |            |            |  |  |       |       |
|  | 17 июня — Ниигата  |                       | Англия             | 1     |                      |                      |                |                |            |            |  |  |       |       |
|  |                    | Бразилия              | 2                  |       |                      |                      |                |                |            |            |  |  |       |       |
|  | Бразилия           | Бразилия              | 2                  | 2     |                      |                      |                |                |            |            |  |  |       |       |
|  | Бразилия           |                       | 26 июня — Сайтама  | 2     |                      |                      |                |                |            |            |  |  |       |       |
|  | Бельгия            | 0                     |                    |       |                      |                      |                |                |            |            |  |  |       |       |
|  | Бельгия            | 0                     | Бразилия           | 1     |                      |                      |                |                |            |            |  |  |       |       |
|  | 16 июня — Оита     |                       | Бразилия           | 1     |                      |                      |                |                |            |            |  |  |       |       |
|  |                    | Турция                | 0                  |       | Матч за третье место | Матч за третье место |                |                |            |            |  |  |       |       |
|  | Швеция             | Турция                | 0                  | 1     | Матч за третье место | Матч за третье место |                |                |            |            |  |  |       |       |
|  | Швеция             | 22 июня — Осака       | 22 июня — Осака    | 1     |                      |                      | 29 июня — Тэгу | 29 июня — Тэгу |            |            |  |  |       |       |
|  | Сенегал            | 22 июня — Осака       | 22 июня — Осака    | 2     |                      |                      | 29 июня — Тэгу | 29 июня — Тэгу |            |            |  |  |       |       |
|  | Сенегал            | Сенегал               | 0                  | 2     | Республика Корея     | 2                    |                |                |            |            |  |  |       |       |
|  | 18 июня — Мияги    | Сенегал               | 0                  |       | Республика Корея     | 2                    |                |                |            |            |  |  |       |       |
|  |                    | Турция                | 1                  |       | Турция               | 3                    |                |                |            |            |  |  |       |       |
|  | Япония             | Турция                | 1                  | 0     | Турция               | 3                    |                |                |            |            |  |  |       |       |
|  | Япония             |                       |                    | 0     |                      |                      |                |                |            |            |  |  |       |       |
|  | Турция             | 1                     |                    |       |                      |                      |                |                |            |            |  |  |       |       |
|  | Турция             | 1                     |                    |       |                      |                      |                |                |            |            |  |  |       |       |

### 1/8 финала
| Германия    | 1:0     | Парагвай |
| ----------- | ------- | -------- |
| Нёвилль 88′ | (отчёт) |          |

| Дания | 0:3     | Англия                                |
| ----- | ------- | ------------------------------------- |
|       | (отчёт) | - Фердинанд 5′ - Оуэн 22′ - Хески 44′ |

| Швеция      | 1:2 (доп. вр.) | Сенегал         |
| ----------- | -------------- | --------------- |
| Ларссон 11′ | (отчёт)        | Камара 37′ 104' |

| Испания                                          | 1:1 (доп. вр.) | Ирландия                                     |
| ------------------------------------------------ | -------------- | -------------------------------------------- |
| Морьентес 8′                                     | (отчёт)        | Кин 90′ (пен.)                               |
| Пенальти                                         |                |                                              |
| - Йерро - Бараха - Хуанфран - Валерон - Мендьета | 3:2            | - Кин - Холланд - Коннолли - Килбэн - Финнан |

| Мексика | 0:2     | США                         |
| ------- | ------- | --------------------------- |
|         | (отчёт) | - Макбрайд 8′ - Донован 65′ |

| Бразилия                    | 2:0     | Бельгия |
| --------------------------- | ------- | ------- |
| - Ривалдо 67′ - Роналдо 87′ | (отчёт) |         |

| Япония | 0:1     | Турция     |
| ------ | ------- | ---------- |
|        | (отчёт) | Давала 12′ |

| Республика Корея                      | 2:1 (доп. вр.) | Италия    |
| ------------------------------------- | -------------- | --------- |
| - Соль Ги Хён 88′ - Ан Джон Хван 117' | (отчёт)        | Вьери 18′ |

### Четвертьфиналы
| Англия   | 1:2     | Бразилия                         |
| -------- | ------- | -------------------------------- |
| Оуэн 23′ | (отчёт) | - Ривалдо 45+2′ - Роналдиньо 50′ |

| Германия   | 1:0     | США |
| ---------- | ------- | --- |
| Баллак 39′ | (отчёт) |     |

| Испания                          | 0:0 (доп. вр.) | Республика Корея                                                      |
| -------------------------------- | -------------- | --------------------------------------------------------------------- |
|                                  | (отчёт)        |                                                                       |
| Пенальти                         |                |                                                                       |
| - Йерро - Бараха - Хави - Хоакин | 3:5            | - Хван Сон Хон - Пак Чи Сон - Соль Ги Хён - Ан Джон Хван - Хон Мён Бо |

| Сенегал | 0:1 (доп. вр.) | Турция     |
| ------- | -------------- | ---------- |
|         | (отчёт)        | Мансыз 94' |

### Полуфиналы
| Германия   | 1:0     | Республика Корея |
| ---------- | ------- | ---------------- |
| Баллак 75′ | (отчёт) |                  |

| Бразилия    | 1:0     | Турция |
| ----------- | ------- | ------ |
| Роналдо 49′ | (отчёт) |        |

### Матч за третье место
| Республика Корея                    | 2:3     | Турция                      |
| ----------------------------------- | ------- | --------------------------- |
| - Ли Ыль Ён 9′ - Сон Чхон Гук 90+3′ | (отчёт) | - Шукюр 1′ - Мансыз 13′ 32′ |

### Финал
| Германия | 0:2     | Бразилия        |
| -------- | ------- | --------------- |
|          | (отчёт) | Роналдо 67′ 79′ |

## Чемпион
| Чемпион мира по футболу 2002 |
| Бразилия Пятый титул         |

## Бомбардиры
Обладателем «Золотой бутсы», которая вручается лучшему бомбардиру по итогам турнира, стал бразилец Роналдо, забивший 8 голов. Это четвёртый результат в истории чемпионатов мира по футболу.
8 голов
- Роналдо

5 голов
| - Ривалдо (1 пен.) | - Мирослав Клозе |  |  |

4 гола
| - Йон-Даль Томассон (1 пен.) | - Кристиан Вьери |  |  |

3 гола
| - Марк Вильмотс - Михаэль Баллак - Робби Кин (1 пен.) | - Рауль Гонсалес - Фернандо Морьентес | - Педру Паулета - Папа Буба Диоп | - Ильхан Мансыз - Хенрик Ларссон (1 пен.) |

2 гола
| - Майкл Оуэн - Роналдиньо (1 пен.) - Фернандо Йерро (2 пен.) - Рональд Гомес | - Харед Борхетти - Нельсон Куэвас - Ан Джон Хван | - Анри Камара - Лэндон Донован - Брайан Макбрайд | - Умит Давала - Хасан Шаш - Дзюнъити Инамото |

1 гол
| - Дэвид Бекхэм (пен.) - Сол Кэмпбелл - Рио Фердинанд - Эмил Хески - Габриэль Батистута - Эрнан Креспо - Йохан Валем - Петер ван дер Хейден - Весли Сонк - Роберто Карлос - Эдмилсон - Жуниор - Оливер Бирхофф - Марко Боде - Томас Линке - Оливер Нёвилль - Бернд Шнайдер - Карстен Янкер - Деннис Роммедаль - Гари Брин | - Дэмьен Дафф - Мэтт Холланд - Хуан Карлос Валерон - Гаиска Мендьета - Алессандро Дель Пьеро - Патрик Мбома - Самюэль Это’о - Пауло Ванчопе - Уинстон Паркс - Маурисио Райт - Куаутемок Бланко (пен.) - Херардо Торрадо - Джулиус Агахова - Франсиско Арсе - Хорхе Луис Кампос - Роке Санта Крус - Марцин Жевлаков - Павел Крышалович - Эммануэль Олисадебе - Бету | - Руй Кошта - Ли Ыль Ён - Пак Чи Сон - Соль Ги Хён - Сон Джон Гук - Хван Сон Хон - Ю Сан Чхоль - Владимир Бесчастных - Валерий Карпин (пен.) - Дмитрий Сычёв - Егор Титов - Салиф Дьяо - Калилу Фадига (пен.) - Миленко Ачимович - Себастьян Цимиротич - Клинт Мэтис - Джон О’Брайен - Рауф Бузайен - Эмре Белёзоглу - Бюлент Коркмаз | - Хакан Шукюр - Ричард Моралес - Альваро Рекоба (пен.) - Дарио Родригес - Диего Форлан - Ивица Олич - Милан Рапаич - Никлас Александерссон - Андерс Свенссон - Агустин Дельгадо - Эдисон Мендес - Бенни Маккарти - Тебохо Мокоена - Сиябонга Номвете - Лукас Радебе - Квинтон Форчун (пен.) - Хироаки Морисима - Хидэтоси Наката - Такаюки Судзуки |

Автоголы
- Карлес Пуйоль (в матче с Парагваем)
- Жорже Кошта (в матче с США)
- Джефф Эйгус (в матче с Португалией)

## Награды
По итогам чемпионата мира были вручены следующие награды:
- лучшему игроку чемпионата
  - Золотой мяч:  Оливер Кан
  - Серебряный мяч:  Роналдо
  - Бронзовый мяч:  Хон Мён Бо
- лучшему бомбардиру чемпионата
  - Золотая бутса:  Роналдо
  - Серебряная бутса:  Ривалдо,  Мирослав Клозе
- Приз имени Льва Яшина лучшему вратарю чемпионата:  Оливер Кан
- Лучший молодой игрок:  Лэндон Донован
- Награда фейр-плей:  Бельгия
- Самая интересная команда:  Республика Корея

## Символическая сборная
За несколько дней до окончания чемпионата специальный комитет ФИФА, который возглавлял известный в прошлом тренер сборной Чехословакии Йозеф Венглош, по традиции назвал лучших игроков всего турнира. В символическую сборную вошли 16 игроков, представляющих 8 сборных — все участницы 1/4 финала.
Вратари
- Оливер Кан
- Рюштю Речбер

Защитники
- Роберто Карлос
- Сол Кэмпбелл
- Фернандо Йерро
- Хон Мён Бо
- Алпай Озалан

Полузащитники
- Михаэль Баллак
- Клаудио Рейна
- Ривалдо
- Роналдиньо
- Ю Сан Чхоль

Нападающие
- Роналдо
- Эль-Хаджи Диуф
- Хасан Шаш
- Мирослав Клозе

## Рекорды
- Всего был забит 161 мяч (за 64 игры, в среднем — 2,52 мяча)
- 1800-й гол в истории ЧМ —  Бету (5 июня,  Португалия —  США)
- 1900-й гол —   Кристиан Вьери (18 июня,  Италия —  Республика Корея)
- В матче за 3-е место  Республика Корея —  Турция турок Хакан Шукюр забил самый быстрый мяч за историю финальных турниров чемпионатов мира, на 11-й секунде матча
- Хет-трики:
  -  Мирослав Клозе — против Саудовской Аравии, 1 июня (46-й хет-трик в истории ЧМ)
  -  Паулета — против Польши, 10 июня (47-й хет-трик в истории ЧМ)

## Судейские скандалы
Чемпионат мира 2002 в Японии и Республике Корея запомнился громкими судейскими скандалами. Результативные судейские ошибки пришлись на матчи 1/8 и 1/4 финала сборной Республики Корея с командами Италии и Испании соответственно, и по итогам турнира стали вестись обсуждения о необходимости изменения судейства в целом. Звучали даже предложения ввести какую-либо систему просмотра повторов спорных моментов, однако такие люди, как Мишель Платини, активно выступили против видеоповторов. По словам всё того же Платини, на чемпионатах мира 1982 и 1986 годов сборная Франции аналогично пострадала от судейских ошибок, но им не придавали тогда такую огласку, как в 2002 году.
27 июня в главном пресс-центре состоялась пресс-конференция президента ФИФА Зеппа Блаттера и президента УЕФА Леннарта Юханссона, на которой были подняты судейские вопросы. Юханссон заявил, что в оргкомитете ФИФА на состоявшемся в тот же день заседании судейские ошибки разбирались на протяжении 45 минут, но настоял, что из принятых арбитрами решений только 5% были ошибочными. Он обещал уже после чемпионата мира подумать над возможностью внесения коррективов в систему назначения арбитров.
В групповом матче между сборными Японии и России во время одной из российских атак японский полузащитник Кадзуюки Тода не позволил Игорю Семшову замкнуть передачу и забить гол, повалив Семшова на газон. Однако судья проигнорировал этот эпизод, а после матча заявил, что Тода не нарушал правил.

## Талисман

Ато (в центре), Ник (слева), Каз (справа)

В качестве талисмана чемпионата мира организаторы выбрали сразу трёх персонажей — фантастические существа Ато, Ник и Каз — семейка Атмо — с планеты Атмозона. Каз и Ник символизируют футболистов, а Ато — тренера. Впервые были представлены публике ещё в 2000 году, но безымянными: организаторы решили предоставить задачу по придумыванию имён всем желающим. В голосовании приняли участие около миллиона человек со всего мира.

## Спонсоры
Спонсоры включали в себя две категории: спонсоры чемпионата мира и национальная поддержка.
| Спонсоры ЧМ | Корейские спонсоры | Японские спонсоры |
| --- | --- | --- |
| - Adidas - Avaya - Budweiser - Coca-Cola - Fuji Xerox - Fujifilm - Gillette - Duracell - Hyundai - JVC - MasterCard - McDonald's - Philips - Toshiba - Yahoo! | - Hyundai Marine and Fire Insurance - KCC Corporation - Kookmin Bank - Korea Telecom - Korean Air - KTF - Lotte Hotel | - Asahi Shimbun - Nippon Life Insurance - Nippon Telegraph and Telephone - Nissin Foods - Nomura Securities - NTT DoCoMo - Tokyo Electric Power Company - Tokio Marine and Fire Insurance |

## Трансляции матчей
Владельцем прав на показ матчей чемпионата мира по футболу в 2001 году стала немецкая компания Kirch Media: в мае того же года обанкротились компания ISMM, давний маркетинговый партнёр ФИФА, и её дочернее предприятие ISL (именно ISL принадлежали права на трансляцию картинки из Кореи и Японии). Kirch Media приобрела у ФИФА права на трансляцию за 2,1 млрд долларов США и продала их латиноамериканским телекомпаниями TV Globo (Бразилия) и Direct TV (испаноязычная Америка) за 860 млн долларов США. Летом того же года под давлением канцлера ФРГ Герхарда Шрёдера глава компании Kirch Media Лео Кирх согласился подписать договор о показе матчей ЧМ-2002 в Германии. Ожидалось, что от европейских стран Kirch Media получит около 2 миллиарда долларов за продажу прав на трансляции матчей (в частности, сумму в 250 миллионов долларов компания потребовала от британских BBC и ITV).
Однако 8 апреля 2002 года Kirch Media была признана банкротом, а за месяц до банкротства ФИФА лишил компанию прав на показ матчей чемпионата мира. Тем не менее, ряд вещателей продолжили переговоры с ФИФА о показе матчей чемпионата мира: в частности, для показа в России матчи чемпионата поделили между собой ОРТ (включён матч открытия) и РТР (включён финал).
В мае 2002 года итальянская La Gazzetta dello Sport опубликовала досье генерального секретаря ФИФА Мишеля Цен-Руффинена, в котором тот подверг разгромной критике работу Блаттера, обвинив его во многочисленных растратах и бедственном положении ФИФА. В частности, он сообщал, что права Kirch Media на показ чемпионата мира 2002 года в немецкоязычных странах были проданы за 120 млн франков, а на показ чемпионата мира 2006 года — за 140 млн франков. Из-за банкротства Kirch Media ФИФА недосчиталась 90 млн франков, хотя могла продать телеправа американской компании Aim и выручить сумму на 100 млн долларов больше, чем от продажи прав Kirch Media.

## В произведениях искусства
- Песня Тимура Шаова «Футбольные страдания»;
- х/ф «Северная пограничная линия» (Корея, 2015[56]).